# Pierre Forcadel
Pour les articles homonymes, voir Forcadel.
Pierre Forcadel, né à Béziers, est un mathématicien français du XVIe siècle, frère du poète Étienne Forcadel.

## Biographie
Fils d'Humbert Forcadel et d'Isabelle Cabistan, qui survécut vingt ans à son mari, il fut de formation autodidacte. 
Avant son arrivée à Paris, Forcadel faisait un commerce de pharmacie, car Freig lui donne le titre de Mercator Hyppocrates. S'il était peu versé dans la littérature classique, Gassendi (Vie de Peiresc, livre II) semble forcer le trait en affirmant qu’il n’avait point étudié le latin : on pense qu'il étudia au Collège de Presles pendant un an et demi. Certains témoignages de Ramus laissent entendre que Forcadel jeune n'était en rien doué pour les mathématiques mais qu'il sortit de son collège aussi brillant qu'Hippocrate de Chios. Il obtint en 1560, grâce à la protection de Ramus, une chaire de mathématiques au Collège de France qu'il occupa jusqu'en 1574. Lecteur du roi, il prononça le 8 juillet 1568 le serment de catholicité exigé par le Roi. Il semble néanmoins avoir été poursuivi pour calvinisme pendant les guerres de Religion, et il a sans doute quitté sa chaire de lecteur royal pendant un temps de ce fait. (Ramus en 1562, se réfugie à l'abbaye de Royaumont). En 1564, certains exemplaires de ses livres sont offerts à l'Amiral de Coligny, à François de La Noue dit bras de fer, à Charles de Téligny, tous chefs protestants, auxquels il témoigne sa reconnaissance de l'avoir secouru. Il perd son protecteur, le comte de Brissac, peu avant la Saint-Barthélemy (en 1569). Son frère Étienne meurt avant le 16 février 1574 d'après Abel Lefranc ; Pierre Forcadel mourut, lui, entre 1576 et 1577 selon les différents auteurs.
On lui doit des traductions françaises de la Géométrie d'Euclide, 1564 ; des Livres de Proclus sur le mouvement, 1565 et du Traité des poids d'Archimède, 1565. Toutefois, Forcadel ignorait le grec, et n'entendait que mal le latin rapporte Pierre Gassendi dans sa vie de Pereisc. De fait, Forcadel n'était pas assez latiniste pour écrire en latin sans fautes. Par contrecoup, on a oublié ses traductions et considéré que son plus grand mérite est d'avoir réintroduit le symbole '+' pour marquer l'addition dans les calculs.

## Œuvres et traductions
- Pierre Forcadel : L'Arithmeticque, en laquelle sont traitées les quatre règles (1556 chez Charles Périer ).
- Le premier livre d'Archimède, des choses également pesantes, traduict et commenté par Pierre Forcadel, de Beziès de Archimède et Pierre Forcadel (1565)
- L'Arithmétique entière et abrégée, reveue et augmentée par le mesme Forcadel (éditée en 1565 chez Charles Périer, puis en 1573)
- Les septième, huictième et neufième livres des Élémens d'Euclide, comprenans toute la science des nombres, traduits et commentez par Pierre Forcadel  (1565)
- Deux Livres de Proclus, touchant le mouvement, traduits par ledit Forcadel, et imprimés à Paris (1565).
- Le Livre de la musique d'Euclide, traduit par P. Forcadel (1566 chez Charles Périer ).
- Les six premiers livres des Éléments d'Euclide, traduictz par Pierre Forcadel (1566 chez Charles Périer ).
- La Description d'un anneau horaire, démonstrée de l'invention de Pierre Forcadel  (1568 à Paris chez Mathurin Prevoil).
- L'Arithmétique par les gects, de Pierre. Forcadel,… divisée en trois livres, de l'invention du dit Forcadel.
- La Practique de la géométrie d'Oronce Finé, dauphinois ; traduicte par Pierre Forcadel, du latin en français. En laquelle est compris l'usage du quarré géométrique, & de plusieurs autres instruments servants à même effet : esfemble la manière de bien mesurer toutes sortes de plans & quantités corporelles, avec les figures & démonflrations, le tout imprimé à. Paris chez Gilles Gourbin.  (1570)
- Deux livres ; l'un de la sphère qui est meue, et l'autre du lever et coucher des estoilles non errantes. Ensemble le livre de Théodose des habitations de Autolycus et Pierre Forcadel (1572).
- Gemma Frison, traduction Pierre Forcalder : L'arithmetique (édition de 1582).